# Justin Smith Morrill
Justin Smith Morrill (Strafford, 14 aprile 1810 – Washington, 28 dicembre 1898) è stato un politico statunitense, membro della Camera dei Rappresentanti (1855-1867) e senatore (1867-1898), molto conosciuto oggigiorno per il Morrill Land-Grant Colleges Act che stabilì i fondi destinati alla creazione di molte dei college e università americane.

## Biografia
Nato a Strafford, Morrill studiò alla Thetford Academy e alla Randolph Academy. Poiché non fece gli studi universitari, nel 1884 gli venne conferita una laurea honoris causa dalla Università della Pennsylvania. Lavorò come impiegato commerciale a Strafford dal 1828 al 1831 e a Portland dal 1831 al 1848; poi si occupò di agricoltura e orticoltura dal 1848 al 1855.
Nel 1852 Morrill fu eletto nel Whig Party per il 34º Congresso degli Stati Uniti e nel Republican Pary per i cinque successivi congressi (dal 4 marzo 1855 al 3 marzo 1867). Fu autore del Tariff Act of 1861 e della legge di finanziamento scolastica precedentemente citata. Fu presidente della Committee on Ways and Means durante il 39º Congresso. Come membro del Congresso, partecipò alla Joint Committee on Reconstruction che preparò il XIV emendamento della Costituzione.
Nel 1866 divenne senatore tra le file del partito repubblicano, per poi essere rieletto anche nel 1872, 1878, 1884, 1890 e 1896. Servì al Senato per quasi 31 anni, dal 4 marzo 1867 fino alla sua morte. Fu presidente della Committee on Public Buildings and Grounds (dal 41º Congresso al 44º), dove giocò un ruolo fondamentale per ottenere il principale edificio dell'attuale Biblioteca del Congresso grazie al suo lavoro sul Joint Select Committee on Additional Accommodations for the Library. Lavorò anche per il Committee on Finance (45º Congresso, dal 47º al 52º Congresso, il 54º e il 55º). Fu reggente dello Smithsonian Institution dal 1883 al 1898, e amministratore della Università del Vermont dal 1865 al 1898. Morì a Washington il 28 dicembre 1898. È sepolto presso il cimitero cittadino di Strafford.